# Kougroussoukou
Kougroussoukou est une localité située dans le département de Bouroum de la province du Namentenga dans la région Centre-Nord au Burkina Faso. 

## Géographie
Kougroussoukou se trouve à 9 km au sud-est de Koulhoko, à 30 km au sud de Bouroum, le chef-lieu du département, et à 20 km au nord-est de Tougouri.

## Éducation et santé
Le centre de soins le plus proche de Kougroussoukou est le centre de santé et de promotion sociale (CSPS) de Koulhoko tandis que le centre médical (CM) de la province se trouve à Tougouri.
Kougroussoukou possède un centre d'alphabétisation.